# Newport (New Hampshire)
Newport – miasto w Stanach Zjednoczonych, w stanie New Hampshire, siedziba administracyjna hrabstwa Sullivan.